# 체호비체지에지체

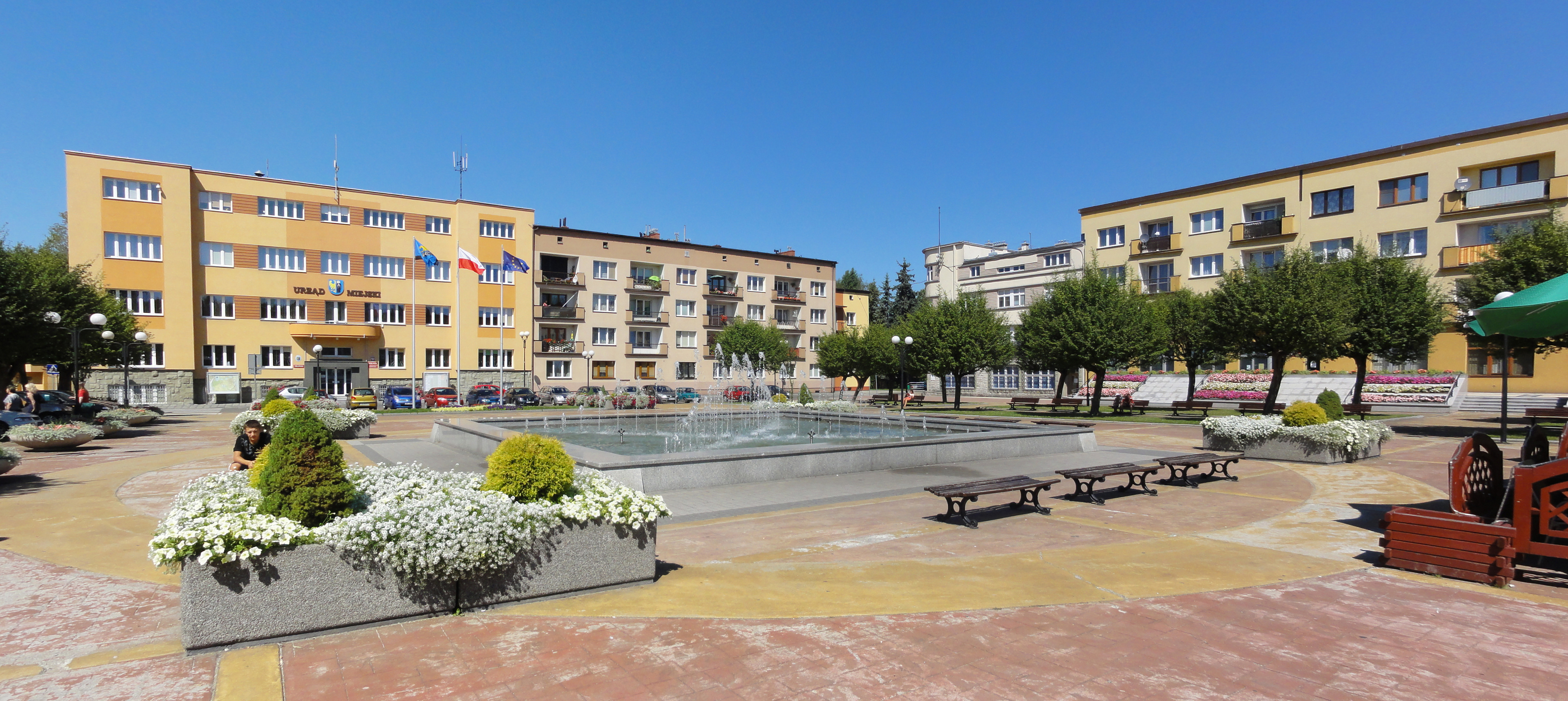
체호비체지에지체 요한 바오로 2세 광장

체호비체지에지체(폴란드어: Czechowice-Dziedzice)는 폴란드 실롱스크주에 위치한 도시로 면적은 32.98km2, 인구는 35,498명(2012년 기준), 인구 밀도는 1,100명/km2이다.

시기
시 문장

## 자매 도시
- 폴란드 웜자
- 독일 히덴하우젠
- 체코 오를로바
- 벨라루스 슬로님
- 슬로바키아 질리나